# South Harbour (Nouvelle-Écosse)
South Harbour (fr. Port sud) est une petite communauté dans le Comté de Victoria, Nouvelle-Écosse, au Canada. La communauté est située dans la région de la baie Aspy, sur l'île du Cap Breton. Elle se trouve sur la Piste Cabot (Cabot Trail), à la frontière du Parc national des Hautes-Terres-du-Cap-Breton (Cap-Breton Highlands National Park), au sud.

## Histoire
Les premiers colons européens anglais, écossais et irlandais sont arrivés entre 1830 et 1850.

## Géographie
À proprement parler, South Harbour est un terme impropre. La seule sortie du plan d'eau est un canal par un banc de sable dans l'océan, et est trop petite pour les motomarines commerciaux à traverser. Le banc de sable est assez étroit pour que l'eau de mer salée s'infiltre dans le plan d'eau, c'est pourquoi l'eau est saumâtre. Par conséquent, le plan d'eau est en fait un estuaire. Le canal se bouche et se débouche régulièrement, et déplace l'emplacement de la barre de sable de haut en bas. Les deux principales sources d'eau douce qui alimentent South Harbour sont les ruisseaux Effie's et Glasgow.

## Faune
Le port et la plage sont fréquentés par de nombreuses variétés de canards et d'oies. L'eau saumâtre est idéale pour une variété de mollusques. 

## Économie
Comme c'est le cas avec de nombreuses communautés du Cap-Breton, la pêche joue un rôle important dans l'économie. Les huîtres et les moules sont récoltées dans le port. Le tourisme joue un rôle croissant dans l'économie locale. Une variété de logements saisonniers sont disponibles pour les visiteurs, et il y a de nombreuses possibilités d'activités extérieures telles que le canoë, le kayak, la randonnée, la natation et la voile dans et autour de la communauté.

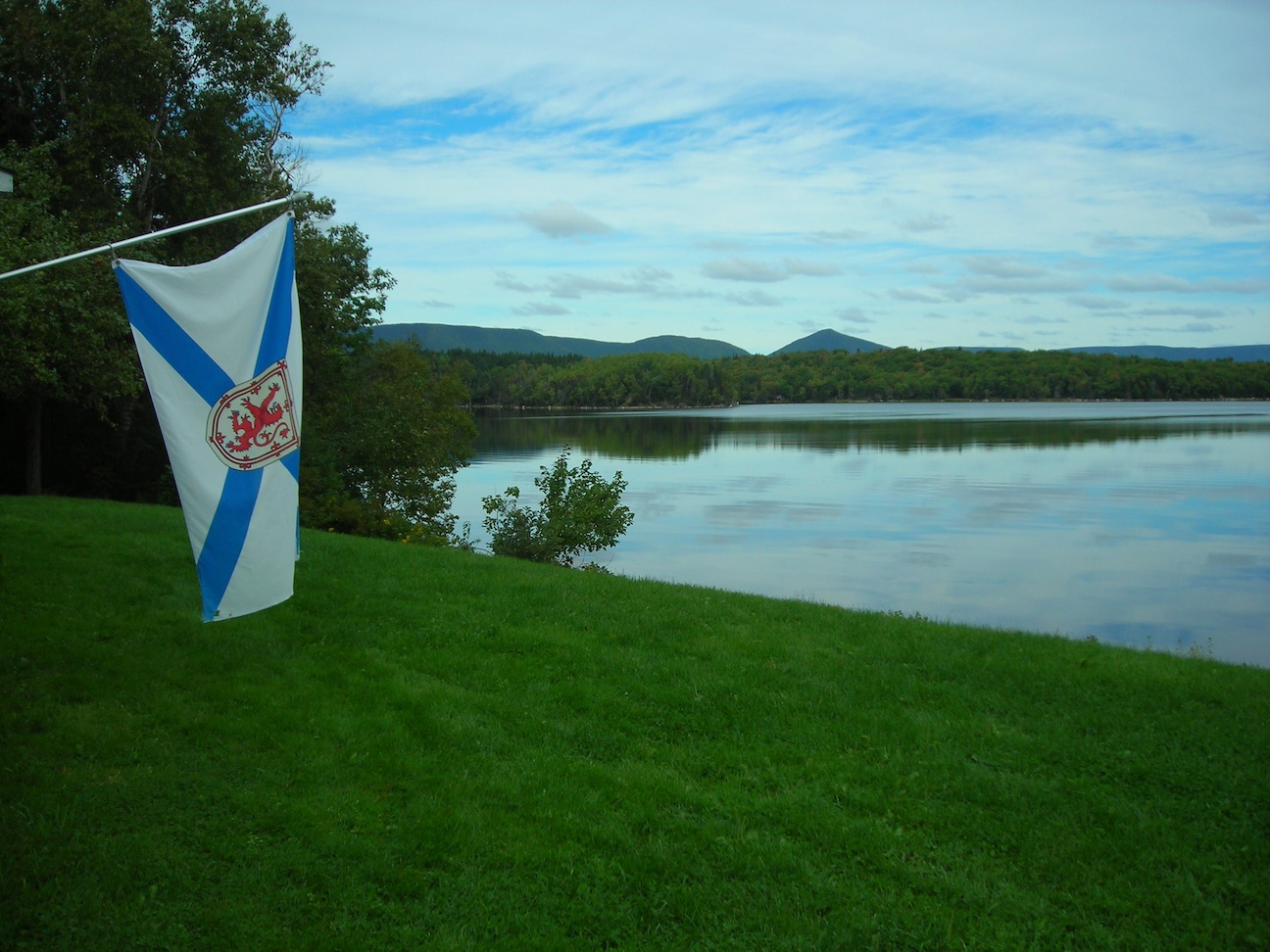
South Harbour en été.
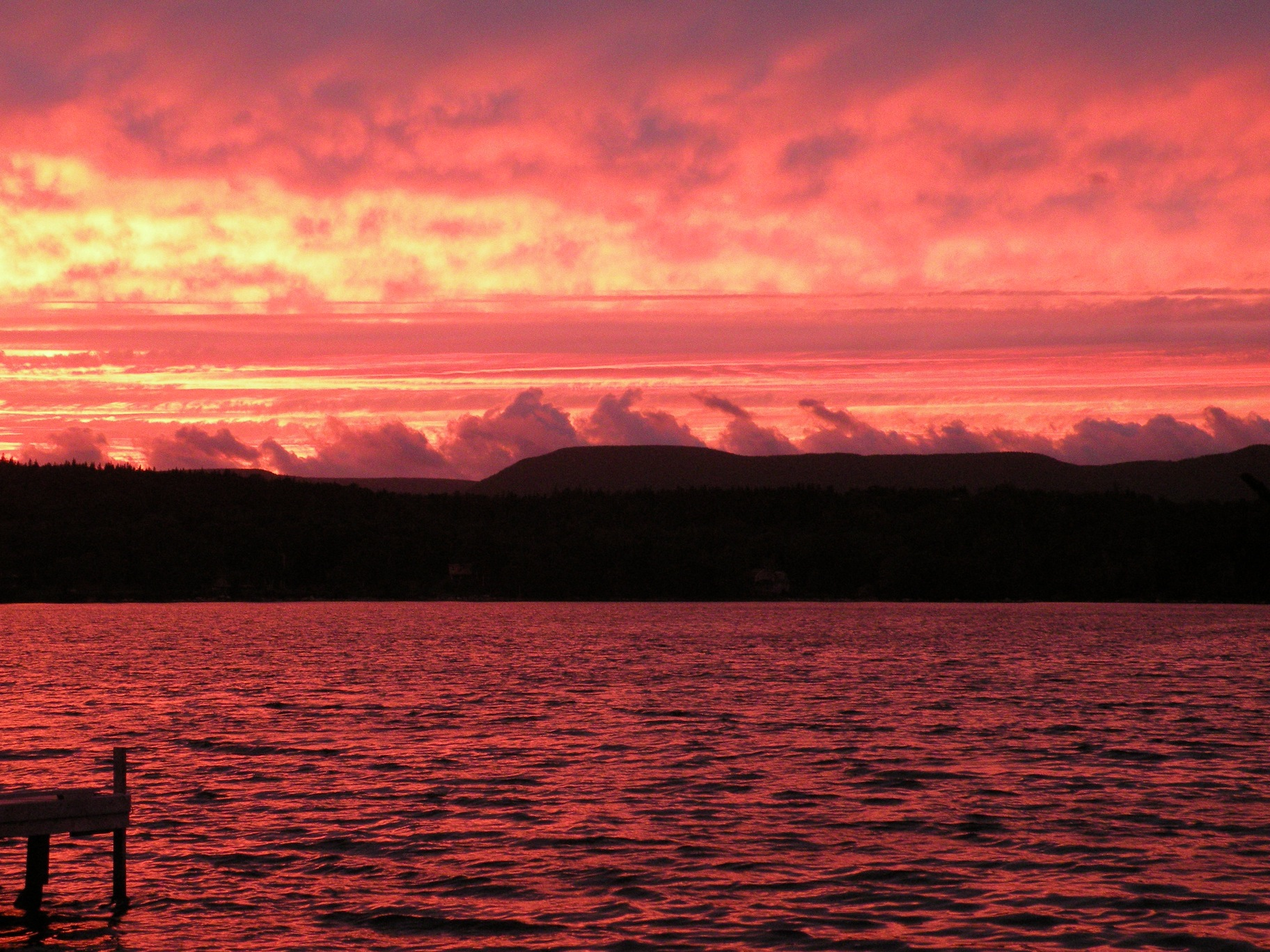
Coucher de soleil sur South Harbour.
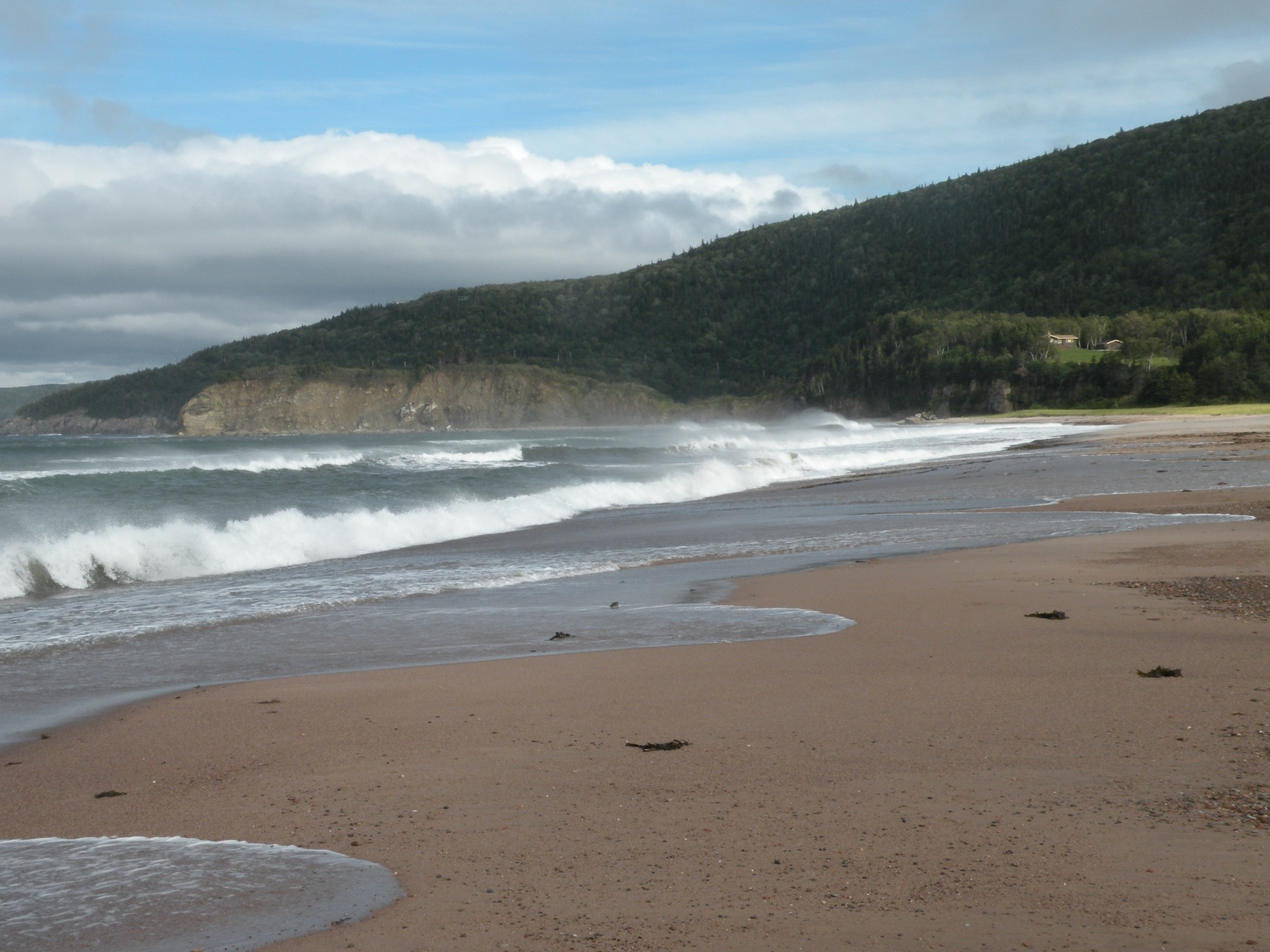
South Harbour plage en été.
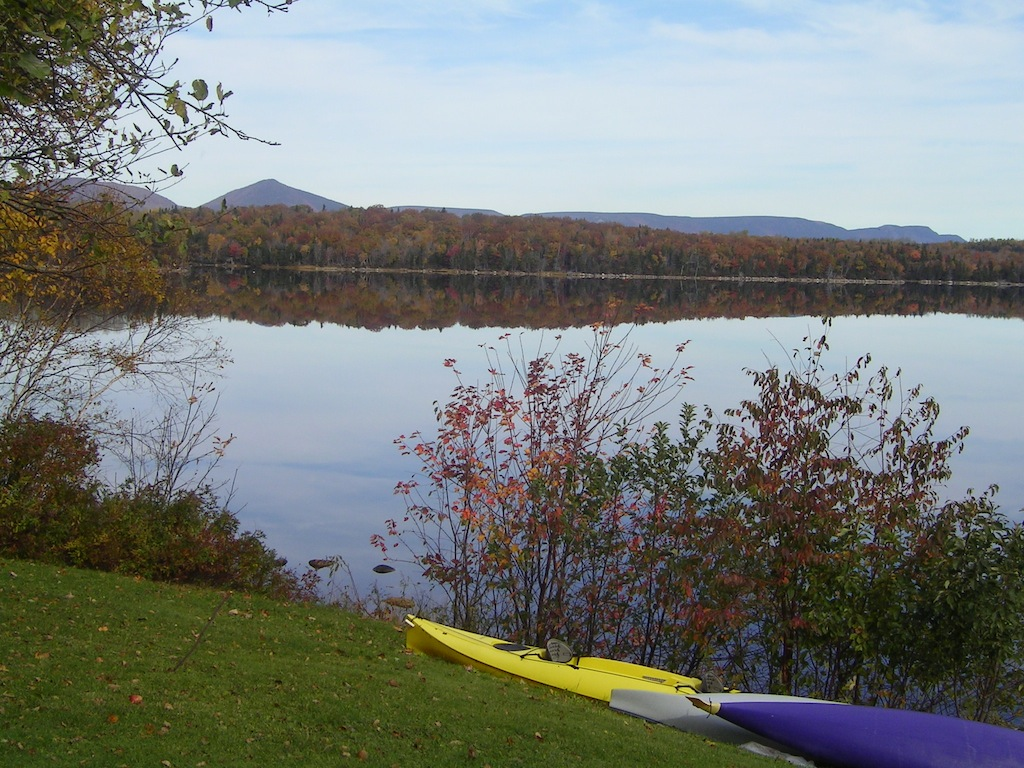
South Harbour en automne.
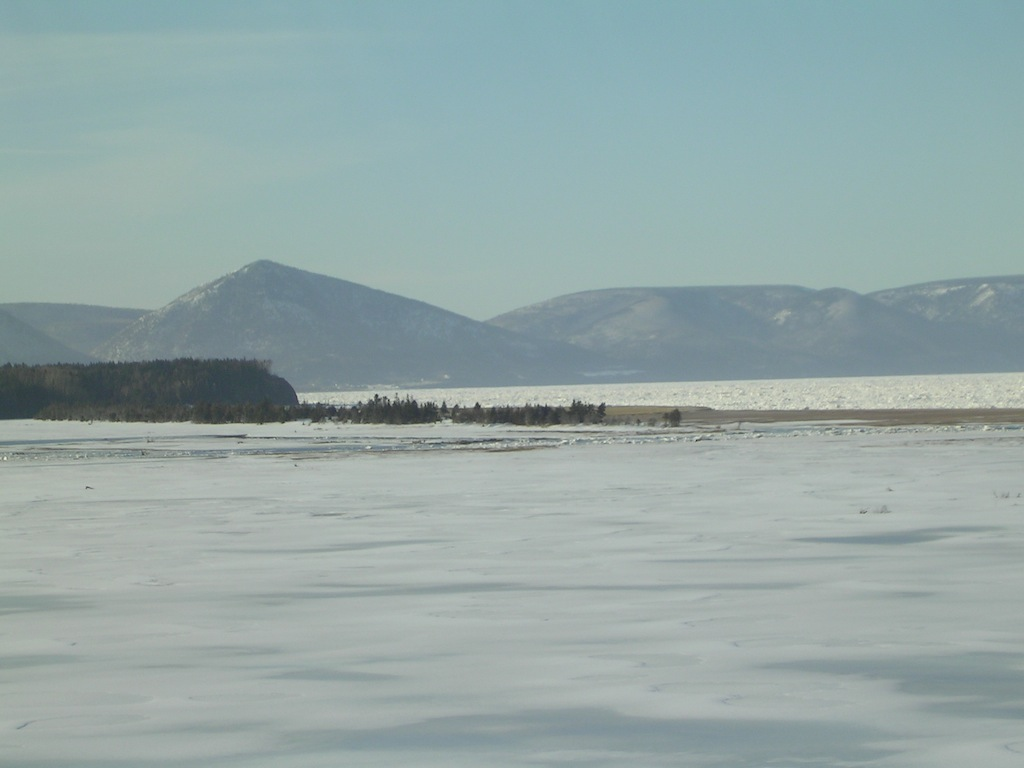
South Harbour en hiver.
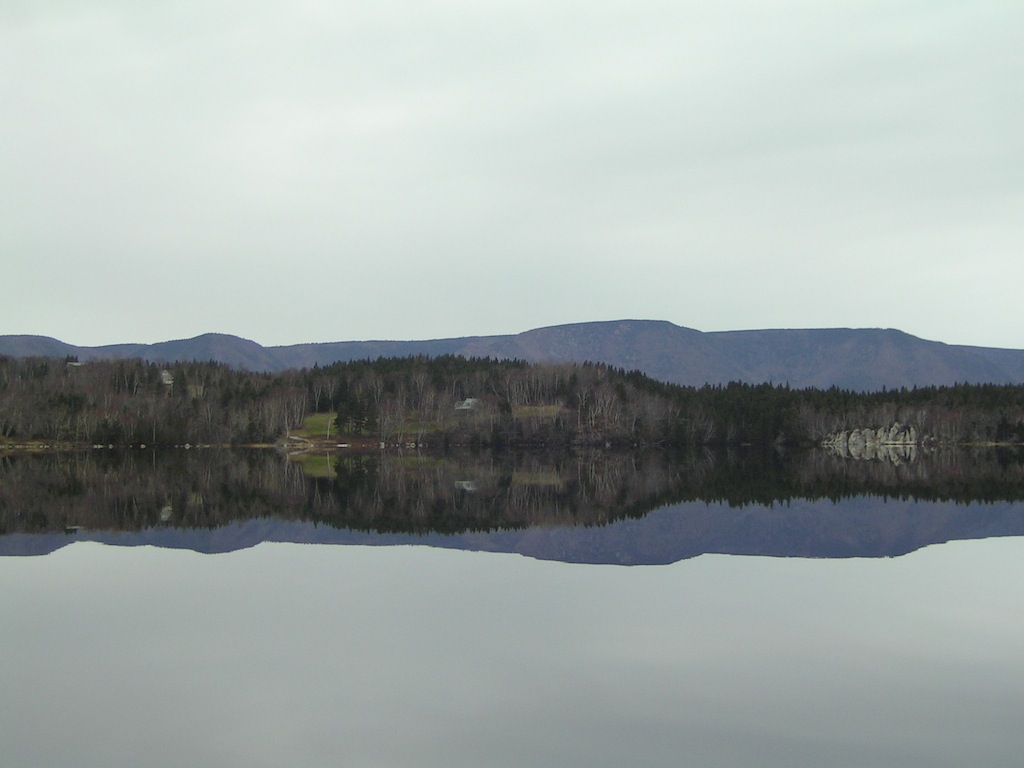
South Harbour sur une journée calme.